# Sexuální revoluce
Pod pojmem sexuální revoluce se povětšinou myslí kulturní a sociální proces, který se v západní kultuře odehrál ve 20. století, především pak od 60.–80. let, ač někdy je počátek sexuální revoluce spojován již s uvolněním společenských konvencí po 1. světové válce. V prvních porevolučních letech v Sovětském svazu se rozšířila takzvaná teorie sklenice vody:s.289 a fungovala společnost nudistů „Pryč se studem“ (rusky Долой стыд). Za tradiční znaky procesu jsou považovány oslabení tradičního manželství a vyjmutí sexu z jeho kontextu, oslabení monogamie, užívání antikoncepce, možnost legálního potratu, akceptace veřejné nahoty, nástup moderní sexuologie, akceptace masturbace či neheterosexuálních a okrajových forem sexuálního chování (zejména homosexuality). Za součást sexuální revoluce bývá považován též nový přístup k módě a oblékání, který se otevřeně hlásí k úkolu zvýraznit sexuální znaky či svádět či dostupnost pornografie, za milník bývá označován zejména nástup časopisu Playboy v USA. Někdy je sexuální revoluce chápána jako program některých hnutí, např. feminismu, hnutí za práva gayů a leseb, nové levice, hippies apod. To však tato hnutí ne vždy přijímají (např. kritika pornografie v rámci druhé vlny feminismu).
Zavedení pojmu sexuální revoluce je připisováno psychoanalytikovi Wilhelmu Reichovi, který tak nazval i svou knihu. Reich, představitel freudovské „levice“, vnímal osvobození sexuality a sexuální energie politicky, věřil, že průlom na rovině sexuální povede i k osvobození společenskému. Na to v 60. letech navázal např. Herbert Marcuse. Za mezník sexuální revoluce na rovině ideové bývá někdy též považována teoretická práce sexuologa Alfreda Kinseyho v 50. letech. V sociologickém smyslu je však sexuální revoluce jako sociální fenomén spojována spíše až se 60. lety.
Konec či zmírnění sexuální revoluce bývá připisováno 90. letům 20. století, především v souvislosti s rozšířením povědomí o pandemii AIDS.
V širším smyslu může pojem sexuální revoluce označovat každý zásadní historický předěl v normách a sexuálním chování, i mimo 20. století.

## Součásti sexuální revoluce

### Antikoncepce
Rozvoj antikoncepce je spojen s normalizací předmanželského sexu a se sexuální revolucí. Díky ní se sex pro ženy stal aktivitou, po které se nemusely bát následků ve formě těhotenství a přineslo to pro muže a ženy větší možnost volby. Kondomy, vynalezené v roce 1912, se staly ještě před druhou světovou válkou dostupné široké veřejnosti. Hormonální antikoncepce znamenala osvobození od závislosti na bariérové antikoncepci a zároveň ale začala způsobovat nežádoucí vedlejší efekty. Šíření informací prostřednictvím publikací, brožur a organizací, jako byla Malthusiánská liga na konci 19. století, přineslo debaty o kontrole porodnosti širšímu publiku. Klíčovým byl v Americe rozsudek Griswold v. Connecticut z roku 1965, který rozhodl, že zákaz antikoncepce je protiústavní, protože porušuje právo lidí na manželské soukromí. Proti umělé antikoncepci se vymezila církev v textu Humanae vitae. Antikoncepce patří podle církve k tzv. vnitřně zlým skutkům, které jsou neospravedlnitelné. Je podle nich v rozporu s předpoklady rodiny a jejími hlavními cíli - sbližování se a rozmnožování se. Rozhodnutí omezit velikost rodiny je také spojeno s ekonomickými důvody, jelikož náklady na udržení určité životní úrovně rostou a v domácnostech už většinou nebývá nikdo, kdo by se vyloženě staral jen o její chod.

### Feminismus a sexuální revoluce
Feminismus a sexuální revoluce jsou dvě témata, která jsou vzájemně propojena a ovlivňují se. Jedny z prvních kritiků sexu a jeho vztahu k ženám byly sufražetky. Řešily otázky dobrovolného mateřství a otázky ženské sexuality a související problematika sexuálního potěšení. Dle jejich názoru byla mužská sexuální touha jeden z důvodů, proč muži zabraňovali ženám získat volební právo. Až na konci 19. století díky rozšíření ženské práce a vědeckým průlomu cítily feministky možnost si svobodně nárokovat si právo na sexuální potěšení.
Během 60. let 20. století ženské hnutí oživilo dřívější boj za práva žen a pod vlivem hnutí za občanská práva prosazovaly změnu společenských norem, zpochybňovaly stereotypy a požadovaly rovná práva. Související sexuální revoluce 60. let zpochybnila kulturní normy týkající se sexuality. Pilulka, představená v roce 1960, osvobodila ženy a rozpoutala diskuse o sexu a antikoncepci. 
Navzdory výdobytkům sexuální revoluce některé feministky tvrdí, že tyto svobody prospívaly především mužům a přetrvávají debaty, zda by sexuální svoboda měla být feministickou záležitostí.

### Pornografie
Pornografie je neoddiskutovatelnou součástí Sexuální revoluce. Pornografie se dělí na dvě základní rozdělení hard-core a soft-core, do které řadíme i některé části populární kultury. Jako jeden příklad můžeme využít německého fotografa Helmuta Newtona. První pornografické filmy začaly vznikat už okolo roku 1915. Nejdůležitější díla, která ovlivnila celý proces, vznikla kolem roku 1970. Například film Deep Throat se stal velkým úspěchem. Jeho sledování se dokonce stalo společenskou událostí. V době revoluce nebyly oblíbeny pouze dlouhé filmy, ale i filmy krátkého formátu, sex po telefonu nebo zařízení, kde se zákazník mohl podívat na pornografickou nahrávku nebo přímo na živý akt. Již v 70. letech se začalo zjišťovat, že sledování pornografie může mít negativní vliv na osobu, která ji konzumuje. Protože jsou cílovou skupinou muži, jedná se většinou o ně. To ovlivňuje jejich chování k ženám, které se v některých případech stalo až agresivním. Toto vše je způsobeno tím, že porno jako médium je fikce, což si běžný spotřebitel nemusí uvědomovat. K pokřivené představě o sexuálním aktu vedou např. nerealistické standardy krásy, normalizace zobrazování nelegálních aktů (znásilnění) nebo jednoduchosti namlouvání.

### Předmanželský sex
Předmanželský sex se stal obecně přijímanějším, poté co se antikoncepce stala dostupnou a potraty na některých místech legální, jelikož pohlavní styk přestal znamenat riziko početí. Také se stalo běžnějším vstupovat do manželství v pozdějším věku a rozvod přestal být stigmatizován. Došlo ke změně sexuálního chování dospělých a dospívajících, které vedlo k dřívějšímu sexuálnímu experimentování.
V 70. letech 20. století byl předmanželský sex považován za přijatelný více než 75 % Američanů. Jednalo se o trojnásobný nárůst oproti 50. letům 20. století.